# Распределение Фишера
Распределе́ние Фи́шера в теории вероятностей — это двухпараметрическое семейство абсолютно непрерывных распределений.

## Определение
Пусть {\displaystyle Y_{1},Y_{2}} — две независимые случайные величины, имеющие распределение хи-квадрат: {\displaystyle Y_{i}\sim \chi ^{2}(d_{i})}, где {\displaystyle d_{i}\in \mathbb {N} ,\;i=1,2}. Тогда распределение случайной величины
{\displaystyle F={\frac {Y_{1}/d_{1}}{Y_{2}/d_{2}}}} называется распределением Фишера (распределением Снедекора) со степенями свободы {\displaystyle d_{1}} и {\displaystyle d_{2}}. Пишут {\displaystyle F\sim \mathrm {F} (d_{1},d_{2})}.

## Моменты
Математическое ожидание и дисперсия случайной величины, имеющей распределение Фишера, имеют вид:
{\displaystyle \mathbb {M} [F]={\frac {d_{2}}{d_{2}-2}}}, если {\displaystyle d_{2}>2},
{\displaystyle \mathrm {D} [F]={\frac {2\,d_{2}^{2}\,(d_{1}+d_{2}-2)}{d_{1}(d_{2}-2)^{2}(d_{2}-4)}}}, если {\displaystyle d_{2}>4}.

## Свойства распределения Фишера
- Если {\displaystyle F\sim \mathrm {F} (d_{1},d_{2})}, то {\displaystyle {\frac {1}{F}}\sim \mathrm {F} (d_{2},d_{1})}.
- Распределение Фишера сходится к единице. Доказательство:
 если {\displaystyle F_{d_{1},d_{2}}\sim \mathrm {F} (d_{1},d_{2})}, то {\displaystyle F_{d_{1},d_{2}}\to \delta (x-1)} по распределению при {\displaystyle d_{1},d_{2}\to \infty }, где {\displaystyle \delta (x-1)} — дельта-функция в единице, то есть распределение случайной величины-константы {\displaystyle X\equiv 1}.

## Связь с другими распределениями
- Если {\displaystyle F_{d_{1},d_{2}}\sim \mathrm {F} (d_{1},d_{2})}, то случайные величины {\displaystyle d_{1}F_{d_{1},d_{2}}} сходятся по распределению к {\displaystyle \chi ^{2}(d_{1})} при {\displaystyle d_{2}\to \infty }.